# Lomtjärnen (Lillhärdals socken, Härjedalen, 685287-141231)
Lomtjärnen är en sjö i Härjedalens kommun i Härjedalen och ingår i Ljusnans huvudavrinningsområde.